# Geografia Belgii

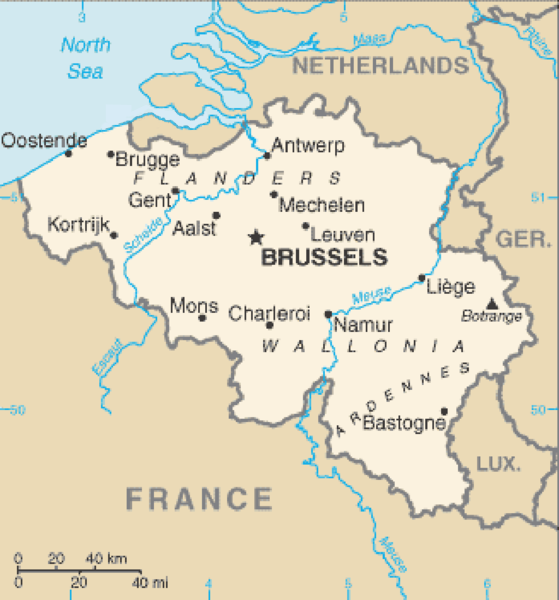
Mapa Belgii

Belgia to państwo położone w Zachodniej Europie. Belgia składa się z trzech regionów: Flandrii, Walonii oraz Regionu Stołecznego Brukseli.
Stolicą państwa jest Bruksela, w której siedziby mają między innymi Unia Europejska oraz NATO. Rozciągłość kraju z południowego wschodu na północny zachód wynosi 280 km, a z północnego wschodu na południowy zachód 222 km. Największe miasta to Bruksela, Antwerpia, Gandawa, Charleroi oraz Liège.

## Powierzchnia, położenie, prowincje i granice
Belgia zajmuje powierzchnię 30 528 km², z czego 16 844 km² to Walonia, 13 522 km² to Flandria, a 161 km² to Region Stołeczny Bruksela.
Skrajne Punkty
Lista skrajnych punktów kraju:
- Punkt najbardziej wysunięty na północ Dreef, Hoogstraten, Antwerpia – 51°30′N
- Punkt najbardziej wysunięty na południe Torgny, Rouvroy, Luksemburg – 49°30′N
- Punkt najbardziej wysunięty na zachód De Panne, Flandria Zachodnia – 2°32′E
- Punkt najbardziej wysunięty na wschód Krewinkel, Büllingen, Liège – 6°24′E
- Najwyższy punkt: Signal de Botrange (694 m)
- Najniższy punkt: Morze Północne (0 m)

Według danych Belgijskiego Narodowego Instytutu Geograficznego centralny punkt kraju leży w miejscowości Nil-Saint-Vincent-Saint-Martin (współrzędne 50°38′28″N 4°40′05″E).
Belgia dzieli się na następujące prowincje:
- Luksemburg: 4440 km²
- Liège: 3862 km²
- Hainaut: 3786 km²
- Namur: 3666 km²
- Flandria Zachodnia: 3144 km²
- Flandria Wschodnia: 2982 km²
- Antwerpia: 2867 km²
- Limburgia: 2422 km²
- Prowincja Brabancja Flamandzka: 2106 km²
- Prowincja Brabancja Walońska: 1091 km²

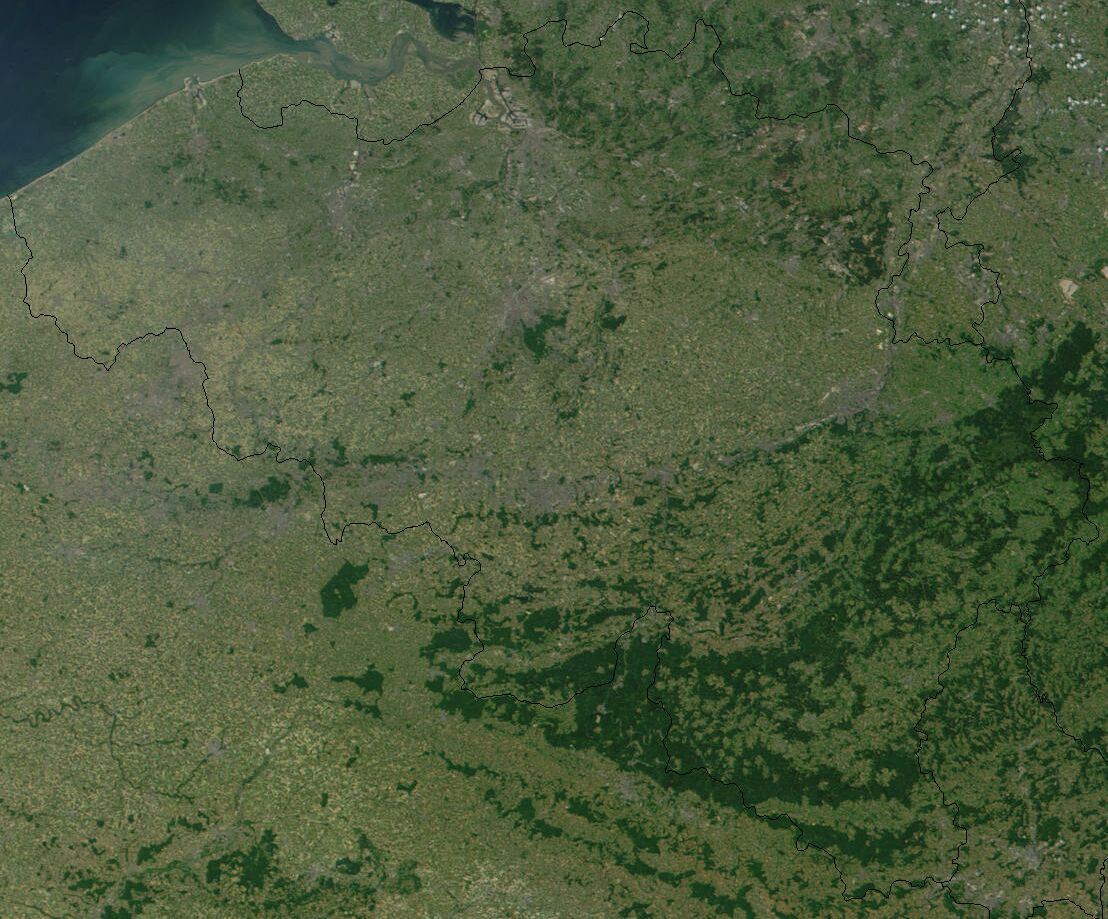
Belgia i okolice – zdjęcie satelitarne

Do tego trzeba doliczyć powierzchnię Regionu Stołecznego Brukseli, który nie jest częścią żadnej prowincji odkąd podzielona została Brabancja. Na terytorium Belgii składa się także 3462 km² terytorium morskiego na Morzu Północnym. 29 maja 2000 r. Holandia przekazała Belgii 2 km² terenów wzdłuż Kanału Ghent-Terneuzen.
Belgia graniczy z następującymi państwami:
- Francja – 620 km
- Holandia – 450 km
- Luksemburg – 148 km
- Niemcy – 167 km

Linia brzegowa – 64 km (Morze Północne)

## Budowa geologiczna i rzeźba

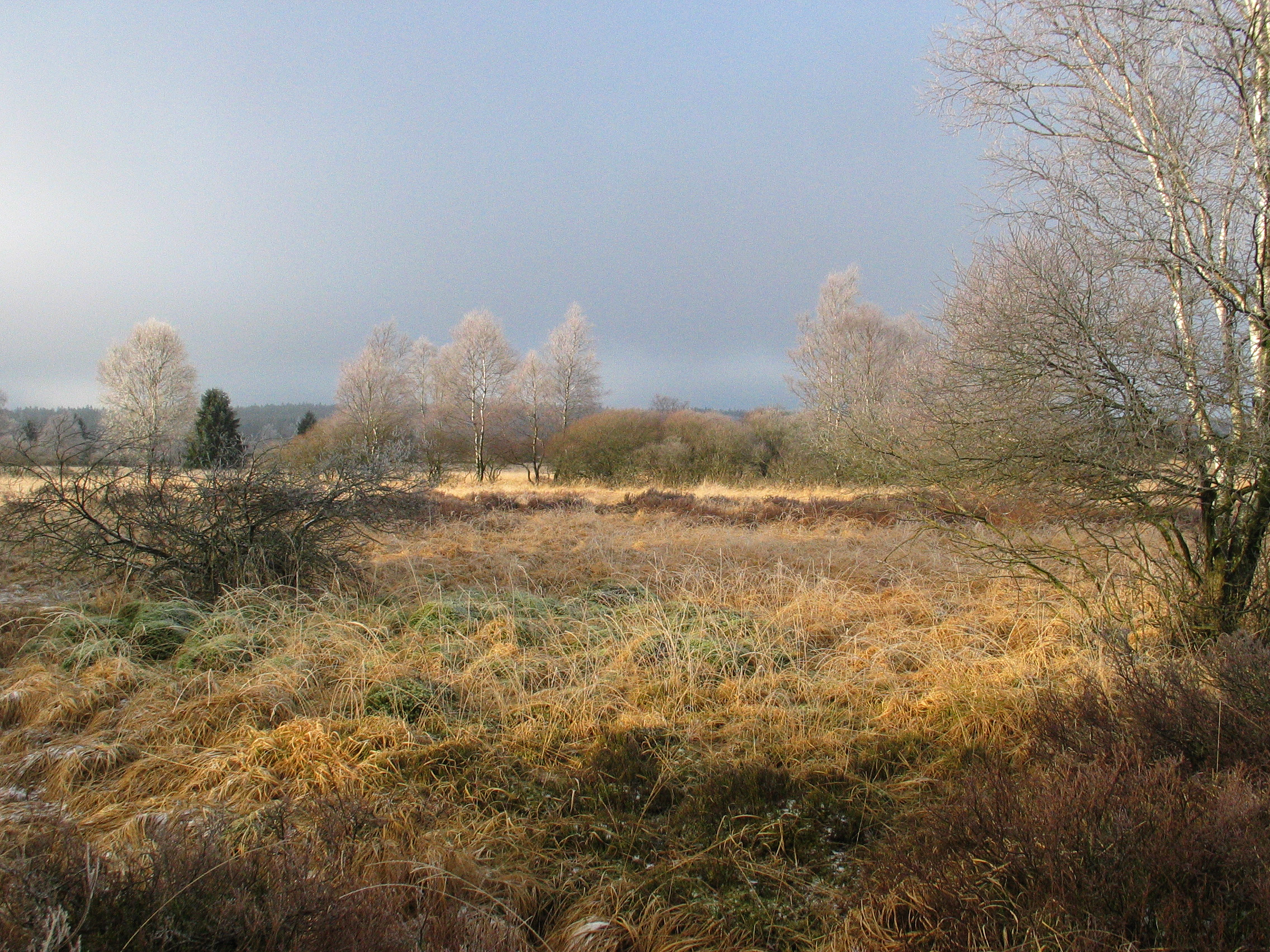
Krajobraz Hautes Fagnes w Ardenach

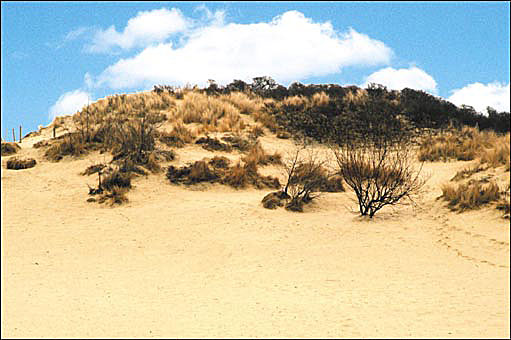
Wydmy w Koksijde

Belgia dzieli się na trzy strefy geograficzne: przybrzeżne niziny na północnym zachodzie, centralny płaskowyż oraz wyżyny i pasmo Ardenów na południowym wschodzie. Niziny składają się przeważnie z wydm i polderów. Centralny płaskowyż to delikatnie wznosząca się równina z bogatą siecią rzeczną. Można tu napotkać jaskinie i wąwozy. Ardeny to niewysokie i silnie zalesione pasmo górskie. Jest to najdzikszy rejon Belgii. Najwyższy szczyt pasma – Signal de Botrange, który osiąga zaledwie 694 m n.p.m. jest najwyższym szczytem Belgii. Inne szczyty w Belgii to Kemmelberg (159 m) oraz Koppenberg (77 m), oba są odwiedzane przez profesjonalnych kolarzy podczas wyścigów Gandawa-Wevelgem oraz Tour of Flanders.
Obszar Belgii stanowi peryglacjalną formę rzeźby terenu. Charakterystycznym elementem są aluwialne niziny zbudowane głównie z piasków i glin oraz czwartorzędowe wydmy nadbrzeżne sięgające 40 m n.p.m. Środkowa część Belgii to obszary składające się z utworów lessowych i pylasto-mułkowych, powstałych o ostatniej erze glacjalnej. Ardeny, zostały ukształtowane w orogenezie hercyńskiej.
Dominującą formacją glebową w Belgii są gleby brunatne wykształcone na glinach, lessach i osadach piaszczystych. W dolinach rzek występują mady, a we Flandrii w strefie nadmorskiej tereny pokrywają marsze (na obszarze polderów). Właściwości gleb zostały silnie zmienione pod wpływem zabiegów agrotechnicznych.

## Klimat
W Belgii panuje klimat umiarkowany morski. Cechuje się on wysokimi opadami przez cały rok i niskimi amplitudami termicznymi. Średnia temperatura wynosi 3 °C w styczniu i 18 °C w lipcu. Amplitudy roczne nie przekraczają 15 °C. Nieco bardziej kontynentalny klimat posiadają Ardeny, gdzie temperatura zimą często spada poniżej 10 °C. Średnia roczna opadowa w północnej i środkowej Belgii waha się do 700 do 800 mm. Miesięczna suma opadów styczniu wynosi 65 mm oraz 78 mm w lipcu. Większe opady występują w Ardenach, gdzie wartości opadowe wahają się od 1200 do 1500 mm rocznie. Zimy są łagodne lata chłodne. Cechą klimatu Belgii jest duża wilgotność powietrza, częste opady deszczu i duży poziom zachmurzenia.

## Wody
Belgia leży prawie w całości w zlewisku Morza Północnego, z wyjątkiem gminy Momignies, która leży w dorzeczu rzeki Oise, dopływu Sekwany uchodzącej do kanału La Manche. Kraj przecinają trzy rzeki: Skalda (350 km z czego 200 km w Belgii), Moza (925 km, 183 km w Belgii) oraz IJzer (78 km, 50 km w Belgii). Inne znaczące rzeki to: Rupel, Zenne, Sambra, Lesse, Ourthe, Leie oraz Dijle. Kraj ten posiada niewiele naturalnych jezior i są one z reguły niewielkie Największe jeziora to Genval, Bütgenbach, Eau d’Heure oraz Robertville.
Belgia posiada też dużą liczbę sztucznych dróg wodnych i kanałów. Są to między innymi: kanał Bruksela-Skalda, kanał Bruksela-Charleroil, kanał Centralny oraz kanał Alberta.

## Flora
Naturalna formacja roślinna w postaci lasów liściastych została całkowicie wykarczowana, a jej miejsce zajęły pola uprawne i łąki. Niewielka część naturalnych lasów i puszcz zachowała się w obszarze Ardenów. Lasy Belgii stanowią 21% powierzchni kraju. Trzy czwarte lasów stanowią formacje liściaste, w których rosną takie gatunki jak dąb, buk, grab i jesion. Na obszarach wyżynnych występują brzozy. Poza lasami występują wrzosowiska i torfowiska.

## Fauna
Fauna w Belgii charakterystyczna jest dla obszarów Europy klimatu umiarkowanego. W nielicznych belgijskich lasach żyją kuny i gronostaje, a z wyjątkiem nich charakterystyczne dla lasów w Europie gatunki takie jak jelenie i sarny, łosie, dziki, zające, jeże i wiele innych gatunków. Z ptaków w Belgii występują m.in. liczne śpiewające, bażanty czy sokoły wędrowne. Nad Morzem Północnym występuje kilka gatunków mew. W rzekach występuje dużo ryb takich jak szczupak, karp, pstrąg albo węgorz.

## Ekologia
Głównymi przyczynami zanieczyszczenia środowiska w Belgii są duża gęstość zaludnienia oraz położenie w Zachodniej Europie. Według raportu z 2003 r. woda w belgijskich rzekach pod względem czystości zajęła ostatnie miejsce nie tylko w Europie, ale także w gronie 122 krajów, które brały udział w badaniach, plasując się między innymi za Indiami, Kuwejtem oraz Jordanią. Środowisko cierpi na skutek urbanizacji, gęstej sieci komunikacyjnej oraz rozwiniętego przemysłu. Woda i powietrze przenoszą się także z oraz do krajów sąsiednich.